# Kiedy się uśmiechasz
Kiedy się uśmiechasz (hiszp. Cuando me sonreís) – argentyńska telenowela z 2011 roku.

## Wersja polska
- Wersja polska: TVN
- Tekst: Karolina Władyka
- Czytał: Andrzej Leszczyński

## Obsada
- Facundo Arana jako Gastón Armando Murfi
- Julieta Díaz jako Luna Rivas
- Benjamín Rojas jako Juan Segundo "Juanse" Murfi
- Lali Espósito jako Milagros "Mili" Rivas
- Mercedes Funes jako Maria Victoria Hardy
- Mario Pasik jako Juan Armando Murfi
- Julia Calvo jako Roberta Ríos
- Fabio Aste jako Martín "Tincho" Jose Jaramillo
- Felipe Villanueva jako Facundo "Faca" Ríos
- Verónica Pelaccini jako Mercedes Rueda
- Nazareno Anton jako Juan Pablo "Juampi" Murfi
- Daniel Campomenosi jako Samuel Lavsky

## Nagrody i nominacje

### Premios Martín Fierro
| Rok  | Kategoria                                                           | Osoba                | Wynik     |
| ---- | ------------------------------------------------------------------- | -------------------- | --------- |
| 2011 | Najlepsza telenowela                                                | Najlepsza telenowela | Nominacja |
| 2011 | Najlepszy aktor protagonista w telenoweli lub serialowej komedii    | Facundo Arana        | Nominacja |
| 2011 | Najlepsza aktorka protagonistka w telenoweli lub serialowej komedii | Julieta Díaz         | Nominacja |

Źródło: